# Morbio Inferiore
Morbio Inferiore är en ort och kommun  i distriktet Mendrisio i kantonen Ticino, Schweiz. Kommunen har 4 419 invånare (2023).